# ロン・シルヴァー
ロン・シルヴァー（Ron Silver、本名：ロナルド・アーサー・シルヴァー (Ronald Arthur Silver)、1946年7月2日 - 2009年3月15日）は、アメリカ合衆国の俳優。口の周りにぼうぼうと生やした髭がトレードマーク。政治活動家としても知られた。

## 来歴
ニューヨーク出身のユダヤ系アメリカ人。マンハッタンのロウアー・イースト・サイドにあるユダヤ人学校に通う。
ニューヨーク州立大学バッファロー校で芸術とスペイン語と中国語を専攻、セント・ジョンズ大学で中国史の修士号を取得した後、台湾に留学した。その後、HBスタジオで演劇を学ぶ。
1974年に俳優デビュー。1989年の映画『ブルースチール』での狂気の殺人犯役で注目されて以降、悪役での出演が多かった。一方、舞台では1988年にトニー賞演劇主演男優賞を受賞した。
かつては熱心な民主党支持者であったが、アメリカ同時多発テロ事件をきっかけに無所属となり、ジョージ・W・ブッシュ大統領（当時）支持を表明、以降、共和党支持の政治運動に取り組んだ。彼がゲスト出演したテレビドラマ『ザ・ホワイトハウス』にその事を揶揄する台詞が登場する（彼の役は共和党候補者の選挙スタッフだった）。
2009年3月15日、食道癌のため死去。62歳。ヘビースモーカーであり、癌は2年前に告知されていた。

## 出演作品

### 映画
| 公開年 | 邦題 原題                                                                 | 役名                           | 備考                          |
| ------ | ------------------------------------------------------------------------- | ------------------------------ | ----------------------------- |
| 1976   | ドムドム・ビジョン Tunnel Vision                                          | マニュエル・レイバー           | 日本劇場未公開                |
| 1976   | ロサンゼルス・それぞれの愛 Welcome to L.A.                                | マスース                       | 日本劇場未公開 クレジット無し |
| 1977   | タッチダウン Semi-Tough                                                   | ヴラダ・コストフ               |                               |
| 1978   | カーニバル殺人事件 Murder at the Mardi Gras                               | ラリー・クック                 | テレビ映画                    |
| 1978   | 証言 Betrayal                                                             | ボブ・コーエン                 | テレビ映画                    |
| 1981   | 新聞記者の信疑 Word of Honor                                              | デイヴィッド・ラーナー         | テレビ映画                    |
| 1982   | バイオニック・マーダラー Silent Rage                                      | トム・ハルマン                 | 日本劇場未公開                |
| 1982   | エンティティー 霊体 The Entity                                            | フィル・スナイダーマン         |                               |
| 1982   | 結婚しない族 Best Friends                                                 | ラリー・ワイズマン             |                               |
| 1983   | シルクウッド Silkwood                                                     | ポール・ストーン               |                               |
| 1984   | ロマンシング・ストーン 秘宝の谷 Romancing the Stone                       | Vendor                         |                               |
| 1984   | ガルボトーク/夢のつづきは夢… Garbo Talks                                  | ギルバート・ロルフ             |                               |
| 1984   | オー!ゴッド3/悪魔はこわい Oh, God! You Devil                              | ゲイリー・フランツ             | 日本劇場未公開                |
| 1986   | 人喰いエイリアン Eat and Run                                              | ミッキー・マクソーリー         | 日本劇場未公開                |
| 1988   | マッド・リベンジャー/復讐の掟 Das Rattennest                              | マックス・グリーンウォルド     | テレビ映画                    |
| 1989   | 敵、ある愛の物語 Enemies, A Love Story                                    | ハーマン・ブローダー           |                               |
| 1990   | ブルースチール Blue Steel                                                 | ユージーン・ハント             |                               |
| 1990   | 運命の逆転 Reversal of Fortune                                            | アラン・ダーショウィッツ       |                               |
| 1991   | マンハッタン・ラブ/女と男のいい関係 Married to It                         | レオ・ローテンバーグ           | 日本劇場未公開                |
| 1991   | グッド・ポリスマン The Good Policeman                                     | アイザック・ザイデル           | テレビ映画                    |
| 1992   | ライブ・ワイヤー Live Wire                                                | フランク・トラヴェレス         |                               |
| 1992   | ミスター・サタデー・ナイト Mr. Saturday Night                             | ラリー・マイヤーソン           |                               |
| 1993   | ビジター/欲望の死角 Blind Side                                            | ダグ・ケインズ                 | テレビ映画                    |
| 1993   | ライフポッド Lifepod                                                      | ターマン                       | テレビ映画 兼・監督           |
| 1994   | タイムコップ Timecop                                                      | アーロン・マッコム上院議員     |                               |
| 1995   | キッシンジャー＆ニクソン/合衆国の決断 Kissinger and Nixon                 | ヘンリー・キッシンジャー       | テレビ映画                    |
| 1996   | アライバル/侵略者 The Arrival                                             | フィル・ゴーディアン           |                               |
| 1996   | ガール6 Girl 6                                                            | 監督#2                         |                               |
| 1996   | バックラッシュ Danger Zone                                                | モーリス・デュポン             | 日本劇場未公開                |
| 1996   | シャドーゾーン Shadow Zone: The Undead Express                            | ヴァレンタイン                 | テレビ映画                    |
| 1999   | トム・ベレンジャーの エスピオナージ・エクスプレス In the Company of Spies | トム・レナハン                 | テレビ映画                    |
| 2000   | エアブレイク Cutaway                                                      | ブライアン・マーゲート         | 日本劇場未公開                |
| 2000   | O・J・シンプソン裁判 American Tragedy                                     | ロバート・シャピーロ           | テレビ映画                    |
| 2001   | カンヌ 愛と欲望の都 Festival in Cannes                                    | リック・ヨーキン               | 日本劇場未公開                |
| 2001   | ALI アリ Ali                                                              | アンジェロ・ダンディ           |                               |
| 2002   | 史上最大のスパイ事件 Master Spy: The Robert Hanssen Story                 | マイク・ファイン               | テレビ映画                    |
| 2002   | ブレード・ハンズ The Wisher)                                              | キャンベル                     | 日本劇場未公開                |
| 2006   | コネクション マフィアたちの法廷 Find Me Guilty                            | シドニー・ファインスタイン判事 |                               |
| 2007   | 幸せになるための10のバイブル The Ten                                      | フィールディング・バーンズ     | 日本劇場未公開                |

### テレビ
| 放映年    | 邦題 原題                                            | 役名                         | 備考                                       |
| --------- | ---------------------------------------------------- | ---------------------------- | ------------------------------------------ |
| 1975-1978 | Rhoda                                                | Gary Levy / Sonny Michaels   | 34エピソード                               |
| 1976      | 署長マクミラン McMillan & Wife                       | アート                       | シーズン5 第4話 "Secrets for Sale"         |
| 1976      | ロックフォードの事件メモ The Rockford Files          | テッド・ハラー               | シーズン2 第19話 "The Italian Bird Fiasco" |
| 1980      | がんばれ!ブーマー Here's Boomer                      | コロドニー                   | シーズン1 第8話 "Private Eye"              |
| 1983      | ヒルストリート・ブルース Hill Street Blues           | サム・ワイザー               | 2エピソード                                |
| 1985      | ケインとアベル Kane and Abel                         | サデウス・コーエン           | ミニシリーズ                               |
| 1987      | ビリオネア・クラブ Billionaire Boys Club             | ロン・レヴィン               | ミニシリーズ                               |
| 1988-1989 | Wiseguy                                              | デイヴィッド・スターンバーグ | 5エピソード                                |
| 1995      | ベス/愛の軌跡 A Woman of Independent Means           | アーサー                     | ミニシリーズ                               |
| 1996-1997 | シカゴ・ホープ Chicago Hope                          | トミー・ウィルメット         | 11エピソード                               |
| 1998-1999 | ヴェロニカ's クローゼット Veronica's Closet          | アレック・ビルソン           | 22エピソード                               |
| 2001      | ザ・プラクティス ボストン弁護士ファイル The Practice | ジョン・モックラー           | シーズン6 第3話 "Killing Time"             |
| 2001-2006 | ザ・ホワイトハウス The West Wing                     | ブルーノ・ジアネッリ         | 19エピソード                               |
| 2003-2004 | スキンズ Skins                                       | ラリー・ゴールドマン         | 6エピソード                                |
| 2004-2007 | ロー&オーダー Law & Order                            | バーニー・アドラー           | 2エピソード                                |
| 2006      | LAW & ORDER:Trial by Jury Law & Order: Trial by Jury | バーニー・アドラー           | 第13話 "Eros in the Upper Eighties"        |
| 2007      | 女検死医ジョーダン Crossing Jordan                   | シェリー・レヴィーン         | シーズン6 第6話 "Night of the Living Dead" |